# Scrat's Continental Crack-Up
Scrat's Continental Crack-Up is een Amerikaanse korte film geregisseerd door Steve Martino en Mike Thurmeier. Het is de vierde korte film van deze franchise. De voorloper verscheen op 9 december 2008. Deze korte film verscheen echter op 25 december 2010 op de première van Gulliver's Travels. Het werd gemaakt door Blue Sky Studios(de animatie-afdeling van 20th Century Fox). Het personage Scrat speelt terug net als in de eerste 2 korte films de hoofdrol. Het won echter geen prijzen zoals de eerste twee films. Deze korte film diende als teaser op de vierde langspeelfilm in de franchise: Ice Age: Continental Drift. Twee jaar later bleek dat de korte film  tevens ook opnieuw gebruikt werd als het begin van de vierde langspeelfilm.

## Plot
Scrat de eekhoorn zoekt naar een plaats om zijn noot te verstoppen. Hij veroorzaakt echter een scheur in de berg. Hierdoor valt hij in het centrum van de aarde. Dat is een draaibare, massieve bol. Scrat loopt op de draaiende bol en veroorzaakt een continentale drift. Hij creëert tevens fictief een beeld op Paaseiland, de Sfinx van Gizeh en de beelden in Mount Rushmore. Ten slotte wordt hij opgespannen rond de bal waardoor hij hoog in de lucht schiet wanneer hij loslaat. Vervolgens valt Scrat terug naar beneden en zijn de continenten weggedreven vergelijkbaar met de eerste korte film. Hij valt echter niet in de oceaan maar op een klein stuk achtergebleven ijs samen met zijn noot. Door de klap breekt het stukje ijs echter waardoor Scrat wegdrijft van zijn noot.

## Rolverdeling
- Chris Wedge als Scrat de eekhoorn